# Hinesburg
Hinesburg ist eine Town im Chittenden County des Bundesstaats Vermont in den Vereinigten Staaten, mit 4698 Einwohnern (laut Volkszählung von 2020).

## Geografie
Hinesburg liegt im Süden des Chittenden Countys, zu großen Teilen im Champlain Valley, der Tiefebene rund um den Lake Champlain; der östliche Teil der Stadt erreicht auf den ersten Ausläufern der Green Mountains Höhenlagen von mehr als 400 Metern. Die Town wird vom LaPlatte River durchzogen. Im Norden ragt der Lake Iroquoi auf das Gebiet der Town, ein weiterer See ist der Lower Pond unterhalb des Lake Iroquoi. Das Gebiet ist nur mäßig hügelig, die höchste Erhebung ist der 493 m hohe Red Rock.

### Nachbargemeinden
Alle Entfernungen sind als Luftlinien zwischen den offiziellen Koordinaten der Orte aus der Volkszählung 2010 angegeben.
- Norden: St. George, 3,1 km
- Norden: Williston, 3,3 km
- Nordosten: Richmond, 12,1 km
- Osten: Huntington, 15,1 km
- Südosten: Starksboro, 11,3 km
- Südwesten: Monkton, 6,0 km
- Westen: Charlotte, 16,5 km
- Nordwesten: Shelburne, 17,5 km

### Stadtgliederung
Es gibt in dem Gebiet einen einzelnen Siedlungskern, das Village Hinesburg, das auch die Verwaltungsorgane beheimatet. Zwei weitere historische Siedlungskerne, Murray’s Corner und Patrick’s Corner, sind nicht mehr existent.

### Klima
Die mittlere Durchschnittstemperatur in Hinesburg liegt zwischen −7,8 °C (18 °Fahrenheit) im Januar und 20,6 °C (69 °Fahrenheit) im Juli. Damit ist der Ort gegenüber dem langjährigen Mittel der USA um etwa 9 Grad kühler. Die Schneefälle zwischen Mitte Oktober und Mitte Mai liegen mit mehr als zwei Metern etwa doppelt so hoch wie die mittlere Schneehöhe in den USA. Die tägliche Sonnenscheindauer liegt am unteren Rand des Wertespektrums der USA, zwischen September und Mitte Dezember sogar deutlich darunter.

## Geschichte
Der Ort wurde am 21. Juni 1762 gegründet (nach der hier angegebenen Referenz Thompson; andere Quellen sprechen vom 24. Juni bzw. 17. August 1762. Die Gemeinde selbst nennt den 9. September 1762 als Gründungstag) und nur zögerlich besiedelt; erst 1783/84 kam es zu ersten Siedlungsaktivitäten. Das erste Kind auf dem Gebiet von Hinesburg wurde am 1. April 1785 geboren, also etwa 23 Jahre nach der Ausrufung. Zur konstituierenden Stadtversammlung kam es am 20. März 1789; zwei Jahre später wurde die erste Kirchengemeinde gebildet. Die Geschichte des Ortes verlief seit der Gründung sehr ruhig; nichts Erwähnenswertes ist überliefert.
Hinesburg ist seit seiner Gründung weitestgehend landwirtschaftlich ausgerichtet; in der Frühzeit des Ortes wurde die Wasserkraft dreier kleiner Wasserläufe für den Betrieb von Mühlen genutzt, die aber nur lokale Bedürfnisse befriedigten. Auch die Nähe des Industriezentrums Burlington, das gut 17 km nordnordwestlich liegt, hat keine weitergehende Industrialisierung bewirkt.

### Religionen
Drei Kirchengemeinden – eine römisch-katholische, eine methodistische und eine Niederlassung der United Church of Christ – sind im Ort ansässig.

### Einwohnerentwicklung
| Jahr      | 1700 | 1710 | 1720 | 1730 | 1740 | 1750 | 1760 | 1770 | 1780 | 1790 |
| --------- | ---- | ---- | ---- | ---- | ---- | ---- | ---- | ---- | ---- | ---- |
| Einwohner |      |      |      |      |      |      |      |      |      | 454  |
| Jahr      | 1800 | 1810 | 1820 | 1830 | 1840 | 1850 | 1860 | 1870 | 1880 | 1890 |
| Einwohner | 933  | 1238 | 1332 | 1669 | 1682 | 1834 | 1702 | 1573 | 1330 | 1205 |
| Jahr      | 1900 | 1910 | 1920 | 1930 | 1940 | 1950 | 1960 | 1970 | 1980 | 1990 |
| Einwohner | 1216 | 1042 | 964  | 1019 | 1000 | 1120 | 1180 | 1775 | 2690 | 3780 |
| Jahr      | 2000 | 2010 | 2020 | 2030 | 2040 | 2050 | 2060 | 2070 | 2080 | 2090 |
| Einwohner | 4340 | 4396 | 4698 |      |      |      |      |      |      |      |

## Wirtschaft und Infrastruktur

### Verkehr
Die wichtigste Verkehrsanbindung ist der von Norden nach Süden verlaufende Vermont State Highway 116, über den auch die beiden nächstgelegenen Flughäfen, Shelburn Airport (in 10,5 km Entfernung) und Burlington International Airport (16 km nördlich) zu erreichen sind.

### Öffentliche Einrichtungen
Es gibt kein Krankenhaus in Hinesburg. Das  University of Vermont Medical Center in Burlington, ist das nächstgelegene Krankenhaus.

### Bildung
Hinesburg gehört mit Charlotte, Shelburne, St. George und Williston zur Chittenden South Supervisory Union In Heinsburg befindet sich die Hinesburg Community School. Sie bietet Schulklassen von Pre-Kindergarten bis zum achten Schuljahr sowie die Champlain Valley Union High School.
Die Carpenter-Carse Central Library befindet sich an der Ballards Corner Road.

## Persönlichkeiten

### Söhne und Töchter der Stadt
- Alphonso Barto (1834–1899), Politiker und Vizegouverneur von Minnesota
- William Alanson Howard (1830–1880), Politiker und Gouverneur des Dakota-Territoriums
- William Lamb Picknell (1853–1897), Maler
- Lyman Ray (1831–1916), Politiker und Vizegouverneur des Bundesstaates Illinois
- Ossian Ray (1835–1892), Vertreter des Bundesstaats New Hampshire im US-Repräsentantenhaus
- John Clayton Allen (1860–1939), Vertreter des Bundesstaats Illinois im US-Repräsentantenhaus

### Persönlichkeiten, die vor Ort gewirkt haben
- Bernd Heinrich (* 1940), Professor für Biologie an der Universität Vermont
- David Zuckerman (* 1971), Politiker, Farmer und Vizegouverneur von Vermont